# Sergei Nikolajewitsch Juran
Sergei Nikolajewitsch Juran (russisch Сергей Николаевич Юран, englisch Sergey Nikolayevich Yuran; * 11. Juni 1969 in Lugansk, Ukrainische SSR) ist ein ehemaliger russischer Fußballspieler und derzeitiger -trainer. Er spielte nach dem Zerfall der Sowjetunion für die russische Nationalmannschaft, für die er an der WM '94 in den USA teilnahm. 

## Spielerkarriere
Sergei Juran wurde 1969 im ostukrainischen Lugansk geboren. Der Stürmer begann seine aktive Karriere 1989 bei Dynamo Kiew. 1990 wurde er mit seinem Verein sowjetischer Meister und konnte auch den sowjetischen Fußballpokal gewinnen. Als sich die Sowjetunion Ende 1991 endgültig auflöste, wechselte Juran anschließend zu Benfica Lissabon nach Portugal. Weitere Stationen seiner Karriere waren der FC Porto, Spartak Moskau, der FC Millwall, Fortuna Düsseldorf, der VfL Bochum, noch einmal Spartak Moskau und zuletzt SK Sturm Graz.
Anfang der 1990er-Jahre galt er als eines der Stürmertalente in Europa. Nach seinem Wechsel im Jahr 1992 zu Benfica Lissabon machte er jedoch eher durch Eskapaden auf sich aufmerksam; es gab wenig sportliche Höhepunkte. Im Oktober 1992 lag Juran im Streit mit Benfica-Trainer Tomislav Ivić und behauptete, der Coach würde ihn wegen rassistischer Vorurteile nicht einsetzen. Im Mai 1994 wurde Juran von Benfica vorübergehend suspendiert, nachdem er sich geweigert hatte, auf der Ersatzbank Platz zu nehmen. Aus seiner Zeit in Portugal hat Juran auch einen portugiesischen Pass.
Er wechselte zur Saison 1994/95 zum FC Porto und spielte dort eine ebenfalls sehr mäßige Saison. Im Jahr 1994 verursachte Juran in Porto in den frühen Morgenstunden einen Verkehrsunfall, bei dem der Fahrer des anderen Fahrzeuges getötet wurde. Er beging Fahrerflucht und wurde zwei Stunden später von der Polizei gestellt. Im Dezember 1999 wurde er wegen fahrlässiger Tötung zu einem Jahr Haft und einer Geldstrafe von 15.000 Dollar verurteilt. Nachdem das portugiesische Parlament im Vorjahr zur Feier des 25. Jahrestages der Revolution ein Amnestiegesetz erlassen hatte, brauchte er die Strafe nicht anzutreten.
Im Oktober 1997, ein halbes Jahr nach seinem Wechsel zum VfL Bochum, wurde er vereinsintern für zwei Spiele gesperrt, nachdem ihm nach einer Autofahrt in alkoholisiertem Zustand mit mehr als zwei Promille der Führerschein entzogen worden war. In der Winterpause scheiterte ein Wechsel zu Trabzonspor an finanziellen Fragen. Am drittletzten Spieltag der Saison 1997/98 schoss er im Abstiegskampf beide Tore zum 2:1-Sieg. Im August 1998 reiste Juran ohne Wissen des Vereins zur Vorbereitung der Nationalmannschaft für das Länderspiel gegen Schweden und wurde daraufhin suspendiert. Per einstweiliger Verfügung erzwang er die Teilnahme am Training, wurde aber später an Spartak Moskau abgegeben.
Für den Angriff erhoffte sich Spartak Moskau neue Schubkraft durch Sergei Juran und er schaffte es auch die Dirigentenrolle zu übernehmen. Im März 1998 hatte sich Juran bei einem Dusch-Unfall den Fuß verletzt und danach nicht mehr zu seiner Form gefunden. Am 9. August 1998 trennte sich der Verein von ihm. Es folgte ein Wechsel zu SK Sturm Graz. Mit Sturm Graz erreichte Sergei Juran die UEFA Champions League, bis er sich bei einem Kopfballduell in einem Ligaspiel schwer verletzte. Er brach sich das Stirnbein und eine Fortsetzung der Karriere als Fußballprofi war nicht mehr möglich. Er beendete seine Karriere im Oktober 2000.

## Trainerkarriere
Seit 2003 arbeitet Juran als Trainer. Zunächst übernahm er die Reservemannschaft von Spartak Moskau, bevor noch im selben Jahr nach der Entlassung von Oleg Romanzew an der Seite von Andrei Tschernyschow Co-Trainer wurde. Nach der Entlassung Tschernyschows übernahm Juran seine erste Aufgabe als Chef-Trainer beim unterklassigen Moskauer Klub Almas, mit dem er den Aufstieg in die zweite russische Spielklasse schaffte. Im Frühjahr 2004 übernahm Juran Dynamo Stawropol. Sportlich aufgestiegen musste Stawropol aufgrund jedoch finanzieller Probleme jedoch absteigen und Juran verließ den Klub und wurde nach etwa einem Jahr Pause anschließend im Januar 2006 Chef-Trainer bei FC Daugava Daugavpils in Lettland. Ebenfalls aufgrund finanzieller Probleme verließ er den Klub jedoch bereits im Mai 2006 wieder. Anschließend arbeitete er von Juli bis November 2006 beim  FC TVMK Tallinn in Estland.
Es folgten Stationen in der Russischen Föderation (Schinnik Jaroslawl und Chimki), bevor er im Februar 2009 den Cheftrainerposten beim kasachischen Erstligisten Lokomotive Astana übernahm. Mit dem Team konnte er die Vizemeisterschaft erringen, Juran verließ den Verein am Saisonende jedoch wegen finanzieller Probleme bereits wieder.
Es folgten Engagements in Aserbaidschan (PFK Simurq Zaqatala), der Russischen Föderation (FK Sibir Nowosibirsk, Baltika Kaliningrad, Sorkij Krasnogorsk, FK Chimki, FK SKA-Chabarowsk) und Armenien (MIKA Aschtarak). Seit dem 23. Februar 2022 ist Juran zum dritten Mal Trainer beim FK Chimki.

## Persönliches
Sein Sohn Artjom (* 1997) wurde ebenfalls Fußballspieler.

## Statistik

### Erfolge
- U-21-Fußball-Europameisterschaft
  - Sieger: 1990
- Sowjetische Fußballmeisterschaft
  - Sieger: 1990
- Sowjetischer Fußballpokal
  - Sieger: 1990
- Portugiesische Fußballmeisterschaft
  - Sieger: 1994, 1994/95
- Russische Fußballmeisterschaft
  - Sieger: 1999

### Spiele
- 325 Liga-Spiele und 92 -tore
- 47 Europapokal-Spiele und 25 -tore
- 41 Länderspiele und 11 -tore

Persönliche Auszeichnungen
- Torschütze des Monats: September 1997